# 異胎䲁
異胎䲁（學名：Heteroclinus adelaidae），為輻鰭魚綱䲁形目胎䲁科異胎䲁屬的一個種，分布於澳洲南部海域，深度可達15公尺，本魚體延長，眼眶上方及鼻孔有短觸鬚，體黃褐色至棕色, 側面有斑駁的條紋，在眼睛後面到胸鰭基部有一條白色橫帶，體長可達9公分，棲息在泥底質海草生長茂密的水域，以底棲生物為食，雌魚產附著性卵，雄魚會守護卵，幼魚為浮游性，生活習性不明。